# Rupert Brooke

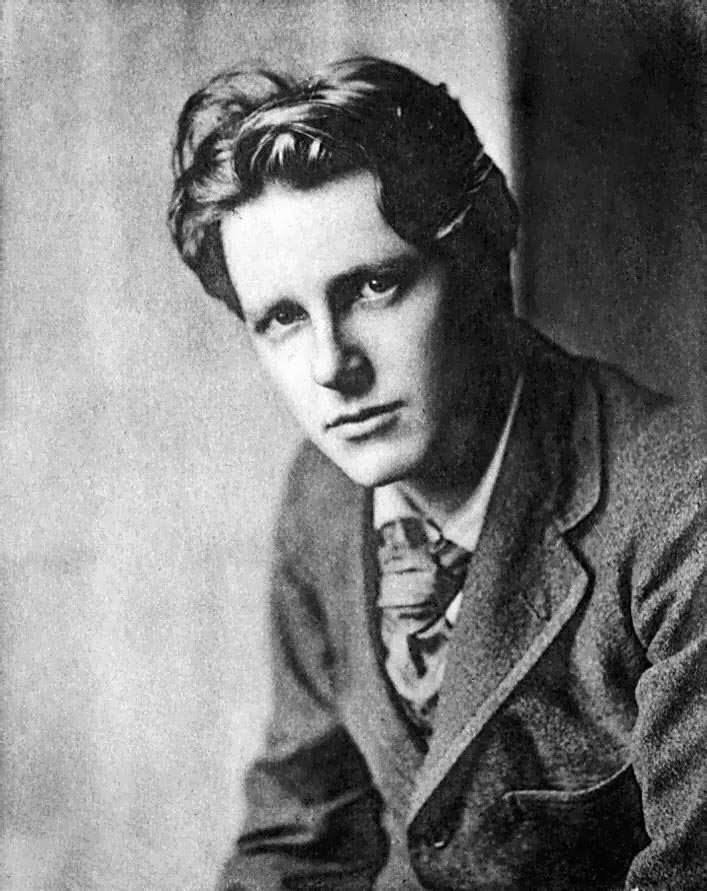
Rupert Brooke (1915)

Rupert Chawner Brooke (* 3. August 1887 in Rugby, Warwickshire, England; † 23. April 1915 in Skyros, Ägäis) war ein englischer Dichter.

## Leben
Rupert Brooke war das zweite überlebende Kind eines Lehrers der Rugby School. Nachdem er bis zu seinem zehnten Lebensjahr von einer Gouvernante erzogen worden war, wurde er 1898 in Hillbrow und im September 1901 schließlich in Rugby eingeschult. Bereits in dieser Zeit machte er Bekanntschaft mit James Strachey und Duncan Grant, mit denen ihn lange Freundschaften verbanden.
1906 bis 1909 studierte er am King’s College der Universität Cambridge. 1908 wurde er in die Cambridge Apostles aufgenommen und ein Mitglied (später Präsident) der Fabian Society. Außerdem gründete er mit Hugh Dalton einen Debattierklub namens „Carbonari“. Während des Studiums entdeckte er seine große Liebe zur englischen Literatur und vernachlässigte seine eigentlichen Studien – die der Altphilologie – zunehmend, so dass er nur einen Second Class Degree erhielt, mit Gedichten jedoch mehrere Preise gewann.
Zu dieser Zeit besaß er einen großen Freundes- und Bekanntenkreis (Virginia Woolf, Gerald Shove, George Mallory, Maynard und Geoffrey Keynes, u. v. m.) und genoss hohes Ansehen bei Schriftstellern wie Henry James. Manche seiner Freunde bewunderten sein Talent, andere wiederum waren mehr von seinem Äußeren beeindruckt, das ihm den Beinamen eines „jungen Apollo“ eintrug. William Butler Yeats bezeichnete Brooke als den „bestaussehenden Mann in England“.
Zu Beginn des Jahres 1911 verbrachte er drei Monate in München, wo er bei der Malerin Clara Ewald und ihrem Sohn Paul Peter lebte, Bekanntschaft mit dem Kreis um Stefan George schloss und mit dem Gedanken spielte, die Werke Frank Wedekinds ins Englische zu übersetzen.
Nach seiner Rückkehr beschäftigte er sich vor allem mit seiner Dissertation über John Webster, die ihm eine Professur am King’s College einbringen sollte. Gegen Ende des Jahres wurde sein erster und einziger Gedichtband – Poems – veröffentlicht, der später zu einem großen Erfolg wurde. Silvester wollte er mit mehreren Freunden in Dorset verbringen; als ihm seine gute Freundin Katherine Cox anvertraute, dass sie sich in den Maler Henry Lamb verliebt hatte, erlitt er einen Nervenzusammenbruch, beschuldigte die Mitglieder der Bloomsbury Group, gegen ihn „konspiriert“ zu haben, distanzierte sich von ihnen und stilisierte vor allem Lytton Strachey, der diese „Affäre“ angeblich eingefädelt hatte, zu seiner großen Hassfigur. In diese Zeit fällt auch der Beginn seiner wechselhaften Beziehung zu Phyllis Gardner.
Man schickte ihn nach Cannes, wo er zunehmen und sich von seinem „Wahnsinn“, wie er ihn selbst bezeichnete, kurieren sollte. In seiner ohnehin instabilen Gemütslage erreichten ihn Nachrichten aus Cambridge, dass die Professur an einen anderen gegangen war. Nach einem Monat arrangierte er ein Treffen mit Katherine Cox in München, das sich durch Brookes Eifersucht und sexuelle Verwirrung als desaströs erwies und Brookes Zustand nur noch verschlimmerte. Daraufhin kehrte Brooke nach England zurück, nur um vor Ende des Jahres noch zweimal nach Berlin zu reisen, wo er unter anderem das kurze Theaterstück Lithuania verfasste. Er wurde langsam paranoid, seine Abneigungen gegen „Schmutz“ und das Altern nahmen zu – sein Verhalten pendelte zwischen dem eines enttäuschten Kindes und eines überheblichen Egozentrikers. Darüber hinaus war er sehr darauf bedacht, so gut wie alle „alten“ Freundschaften abzubrechen und sich einen neuen Freundeskreis aufzubauen: die Schauspielerin Cathleen Nesbitt und den Kreis der Georgian Poets um Edward Marsh, mit denen er im Dezember 1912 die erste Anthology of Georgian Poetry (ein sehr großer Erfolg) veröffentlichte. Darüber hinaus war er das wichtigste Mitglied der Dymock Poets.
Brookes vollendete Lyrik gewann ihm viele begeisterte Verehrer und Anhänger; selbst Winston Churchill bekundete Interesse an dem jungen Dichter, der im Frühjahr 1913 auch endlich Professor am King’s College wurde. Bald darauf reiste er durch Kanada und die USA, um Reisetagebücher für die „Westminster Gazette“ zu schreiben, und verbrachte 1914 mehrere Monate in der Südsee, wo er in einer leidenschaftlichen Affäre mit einer Tahitianerin eine Tochter gezeugt haben soll. Diese Geschichte sollte wahrscheinlich als Beleg für seine Heterosexualität dienen, die in einer Zeit, als Homosexualität noch strafbar war, von großer Wichtigkeit war. Es darf heute jedoch als sicher gelten, das Brooke bisexuell war und sowohl in Frauen wie auch Männer verliebt war.
Bei Ausbruch des Ersten Weltkrieges trat er in die Armee ein und nahm im Oktober 1914 an der Antwerpen-Expedition teil, war aber nie wirklich an Kampfhandlungen beteiligt. Um die Weihnachtszeit 1914 entstanden die fünf Sonette, die später seinen Ruhm begründen sollten. Im Februar 1915 ging er mit der britischen Mediterranean Expeditionary Force ins Mittelmeer. Am 11. März 1915 veröffentlichte das Times Literary Supplement die Sonette IV The Dead und V The Soldier vollständig, und am Ostersonntag wurde The Soldier von der Kanzel von der St.-Pauls-Kathedrale in London verlesen. Die später viel zitierten Anfangszeilen lauten:

“If I should die, think only this of me; That there’s some corner of a foreign field That is for ever England.”

Er starb am 23. April 1915 an Bord eines französischen Krankenhausschiffes an den Folgen einer Sepsis, die durch einen Mückenstich verursacht worden war, auf dem Weg nach Gallipoli im Hafen der Insel Skyros. Noch am selben Tag wurde er gegen 23 Uhr in einem Olivenhain auf der Insel beigesetzt. Sein Grab befindet sich noch heute dort.
Obwohl er Edward Marsh zu seinem Nachlassverwalter bestimmt hatte, wurde Geoffrey Keynes von Brookes Mutter dazu ernannt. Keynes trug viel dazu bei, die patriotische goldene Patina auf Brookes Namen zu erhalten, indem er unter anderem ausgewählte Briefe und Gedichte nicht veröffentlichte oder zensierte und dabei besonders seine Bisexualität aus der Biographie säuberte.
Brookes Werke thematisieren meist seine Beziehungen zu seinen Freunden und zeichnen sich durch Furcht und Ekel vor dem Altern aus; hymnisch wird darin hingegen ein früher Tod gefeiert und der Vision eines Peter Pan gehuldigt. Dining-Room Tea und The Old Vicarage, Grantchester sind bekannte Werke. Besonders berühmt aber machten ihn zwei seiner „Kriegssonette“ (The Dead und The Soldier), die bewirkten, dass man Brooke lange für einen naiven, patriotischen Dichter mittelmäßiger Begabung hielt, denn seine Darstellung des Ersten Weltkrieges in diesen Gedichten entspricht nicht nur nicht der Realität, sondern steht auch in großem Kontrast zu anderen Gedichten, wie denen Isaac Rosenbergs oder auch Charles Sorleys. Erst seit kurzer Zeit wird sein Gesamtwerk origineller Poesie wieder gewürdigt.